# Seznam lodí Borgů
Ve fiktivním vesmíru Star Treku jsou Hvězdné lodě Borgů mezihvězdné lodě používané rasou Borgů k asimilaci ostatních druhů. Všechny jejich lodě jsou jednoduše stereometrické s členitým povrchem, mají univerzální vzhled a decentralizovanou vnitřní strukturu. Jsou silně vyzbrojeny energetickými zbraněmi a jsou schopny se velmi rychle opravovat i při obrovských poškozeních.

## Borgská krychle
Dříve byla vidět pouze plavidla ve tvaru krychle, což vedlo k domněnce, že Borgové používají pouze tento typ plavidel. Tento fakt byl později vyvrácen, ale i tak je Krychle základním hvězdoletem Borgského společenstva. Poprvé se objevila v seriálu Star Trek: Nová generace v epizodě Kdo je Q, první kontakt s lodí Hvězdné flotily tak připadá na rok 2365 (hvězdné datum 42761.3). 
Krychle je mnohonásobně větší než lodě Hvězdné flotily; nejběžnější rozměry jsou 3x3x3 kilometry, váží okolo 4,5 miliard tun, má okolo 800 palub, hangár pro asimilované lodě, únikový modul a další vnitřní vybavení. V plavidle jsou čtyři transwarpové cívky, které dodávají plavidlu potřebnou rychlost. Na palubách se nacházejí výklenky pro regeneraci Borgů a ovládací panely jednotlivých systémů lodi. Oddělené místnosti jako na lodích Hvězdné flotily byste zde nenašli. Každé plavidlo je silně decentralizované, konstrukce neobsahuje můstek, strojovnu či obytné prostory. Zjednodušeně řečeno se zde vše nachází všude, takže loď může být zničena ze tří čtvrtin a stále ještě je schopna regenerovat síly a obnovit se. Nicméně nějaké důležité centrum na lodi je, ačkoliv ho nelze nalézt ani senzory. Každé plavidlo má také centrální Plexus, který ho spojuje s myslí Společenstva. Plexus je propojen s Unikomplexem (hlavní základnou Borgů a sídlem královny) pomocí subprostorové sítě.
Posádka čítá okolo 100 000 vojáků. Životnost plavidla je neomezená díky automatické regeneraci, pokud samozřejmě není zničena. Všechny systémy se neustále vyvíjejí asimilováním nových technologií. Prostředí na palubách se skládá z dýchatelné atmosféry, tlaku o 2 kPa vyššího, než je běžný pozemský, relativní vlhkosti vzduchu okolo 92 procent a teploty udržované na 39,1 stupních Celsia. Pokud jde o obranu, mezi schopnosti každé Krychle patří vysoká warpová rychlost, samostatná regenerace, množství záložních systémů a schopnost analyzovat zbraňové systémy nepřítele během relativně krátké doby. Loď se tak rychle adaptuje na zbraně nepřítele, takže zásah phasery pro ni neznamená žádný problém, i když ne úplnou imunitu, protože ve filmu Star Trek VIII: První kontakt je prokázáno, že dostatečná palebná síla z lodí Federace může zničit borgskou Krychli i po přizpůsobení na jejich zbraně. Při útoku využívá torpéda vysílaná z mnoha odpališť a různé druhy paprsků (phasery, tažný paprsek, řezací parsek a jiné). 
Ve sporné herní sérii Star Trek: Armada a jejích pokračování slouží Krychle jako hlavní lodě borgské flotily. Stejně jako v seriálech jsou vybaveny tažným paprskem, který znehybní loď, zatímco jsou na palubu odesíláni vojáci, kteří asimilují posádku. Také mají schopnost asimilovat speciální zbraně nepřátelských lodí, takže touto zbraní můžou být vybaveny všechny ostatní Krychle. Pro herní účely nejsou tak obrovské a silné jako v seriálech. V pokračování herní série se může osm borgských Krychlí nebo jejich taktické varianty spojit v jedinou, aby vytvořily Fusion Cube, respektive Tactical Fusion Cube. Tyto masivní plavidla obsahují schopnosti každé jednotlivé lodí, včetně posádky, útočných a obranných systémů, čímž se jejich schopnosti znásobují. 

## Borgská taktická krychle
Borgská taktická krychle je těžce obrněná varianta standardní borgské Krychle. Zatím byla spatřena pouze jediná, číslo 138 v seriálu Star Trek: Voyager epizoda Unimatice nula.
Tento typ lodi také vystupoval v počítačové hře Star Trek: Armada II, kde jediným rozdílem mezi taktickou a obyčejnou kostky spočíval v lepší útočné a obranné schopnosti. Taktická krychle také vystupovala ve hře Star Trek: Legacy, kde byla větší a silnější než normální Krychle. 

## Borgská koule
Borgská koule (nebo také sféra) byla poprvé k vidění ve filmu Star Trek: První kontakt, kde byla uložena uvnitř borgské Krychle jako únikové plavidlo, které po zničení Krychle v bitvě o sektor 001 opustilo loď a pokračovalo dále ve své misi. Tato konkrétní Koule byla schopna cestovat v čase. Po cestě zpět v čase a neúspěšném pokusu narušit historii lidstva byla Koule zničena. Některé její trosky dopadly v Arktidě, jak je ukázáno v seriálu Star Trek: Enterprise v epizodě Regenerace. Není známo, zda i jiné Koule jsou běžně na palubě Krychlí nebo zda mají schopnost cestovat časem. 
Koule jako taková byla již viděna v mnoha velikostech, proto nelze uvést žádné jednoznačné rozměry. Dosud však vždy platilo, že byla menší než Krychle. Jsou vybaveny reaktivním pancířem a nesou 10 000 borgských vojáků. Jako ostatní borgská plavidla i Koule využívají zbraňové systémy asimilovaných kultur. Jejich životnost je takřka neomezená, nedojde-li ke zničení v bitvě, jelikož využívá autoregenerace.
V Armadě jsou Koule definovány jako lehké křižníky, které mají schopnost rychle regenerovat štíty na krátkou dobu, zatímco v epizodě Voyageru Temná hranice je Sedmá z devíti popisuje jako průzkumné lodi.

## Borgská sonda
Poprvé byla Sonda k vidění ve seriálu Star Trek: Voyager v epizodě Temná hranice. Je to malé podlouhlé plavidlo o délce přibližně 170 metrů vybavené transwarp pohonem, ale o palebné síle lodí třídy Intrepid.
Na toto plavidlo narazil USS Voyager v roce 2375, načež se Borgové pokusili loď i posádku asimilovat. Došlo k souboji; v jednom okamžiku byla Sonda donucena upravit štíty. V této chvilce došlo k transportu fotonového torpéda přímo na palubu borgského plavidla a jeho následnému výbuchu, což mělo za následek zničení plavidla. Po Sondě zbylo 8 kilotun trosek, z nichž Voyager zachránil různá zařízení včetně dvou napájecích uzlů, dvou datových uzlů, dvanáct plazmových potrubí, auto-regenerační jednotku z lehké polytrinické slitiny, servo-armatury z lékařského opravného robota a transwarp cívku neopravitelně poškozenou tím, že regulátor zničil její pole (pomocí protokolu, který se spustí tehdy, je-li plavidlo kriticky poškozené). 
V Armadě je Sonda pojmenována jako Interceptor a je jediným plavidlem Borgů, které není schopné samo o sobě dosáhnout transwarpu.

## Loď královny
Jde o plavidlo středních rozměrů tvaru pravidelného osmistěnu (někdy též nazývané Diamant). Má průměrné štíty, velmi silnou výzbroj a slouží Borgské královně k řízení operací. Loď je součástí borgské základny známé jako Unikomplex v kvadrantu Delta. Plavidlo královny bylo poprvé spatřeno v seriálu Star Trek: Voyager v epizodě Temná hranice, když se oddělilo od Unikomplexu a mělo dohlížet na průběh asimilace druhu 10026. Loď i královna byli v této epizodě zničeni Voyagerem, ale plavidlo bylo brzy znovu vybudováno (nebo nahrazeno), takže se znovu objevilo v díle Unimatice nula a mohlo být opět zničeno v závěrečném díle série Dohra.
Bohužel toto plavidlo nebylo vidět při bojovém nasazení a tak není možné posoudit jeho zbraňový potenciál. Rovněž není známo, kolik lodí tohoto typu bylo postaveno, ale lze oprávněně předpokládat, že je jen jedna, protože je konstruována speciálně pro osobní dopravu královny. Stejně jako Krychle může cestovat transwarpem.
V rámci Armady a různých dalších her je tento typ lodi nazýván borgský Diamant a slouží jako vědecké plavidlo. 

## Borgský průzkumník
Průzkumník má tvar krychle, ale je podstatně menší než borgská Krychle. Měří jen několik metrů ve všech dimenzích a má hmotnost přibližně 2,5 miliónů tun. Plavidlo vyžaduje minimální posádku, celkem 5 vojáků. Jedna takováto loď byla po havárii objevena lodí USS Enterprise-D v roce 2368 na povrchu měsíce v sektoru Argolius v epizodě Nové generace Já, Borg. V Armadě je Průzkumník popsán jako velmi malá a rychlá loď ve tvaru kužele.

## Loď odpadlíků
Ve dvojdílné epizodě Nové generace Vpád zaútočila skupina borgských odpadlíků na základny a kolonie federace v několika vzdálených sektorech s novým typem plavidla, známým jako Loď odpadlických Borgů. Toto plavidlo tedy nebylo řízeno Borgským společenstvem, ale Borgy, kteří od něj byli odpojeni. Má neobvyklý asymetrický tvar, je mnohem větší než loď flotily třídy Galaxy a pravděpodobně disponuje i větší palebnou silou. Samozřejmě může cestovat transwarpem.
Schematická varianta tohoto plavidla byla poprvé k vidění v epizodě Voyageru Škorpion. Sedmá z Devíti ho popsala jako vysoce účinnou multikinetickou zbraň, která bude mít větší efektivitu při rozptýlení nanosond, než fotonové torpédo Hvězdné flotily. Tento design je použit také v Armadě pod názvem třída Assimilator. Její speciální zbraň je podobná tažnému paprsku Krychle, ale nezastavuje lodě, namísto toho přenese posádku nepřátelské lodi na své plavidlo a začlení ji do Společenstva.

## Neoficiální třídy
V Armadě se objevuje několik dalších tříd borgských lodí, ale ty nejsou považovány za oficiální.

### Assembler
Funkcí Assemblerů je stavba stanic a dalších struktur. Jsou vybaveni vlečnými paprsky umožňující vléct opuštěná plavidla. Nejsou to útočná plavidla a nemají zbraně.

### Detector
Velmi malá plavidla, jejichž funkcí je prozkoumávat oblasti vesmíru, ohodnotit jejich význam a informovat o výsledcích Společenstvo. Detector vyžaduje velmi malou posádku, je vybaven předním energetickým dělem a také tachyonovou detekční sítí – modifikace senzorů využívající tachyonové částice. Ta umožňuje Detectoru najít zamaskované lodě v dosahu senzorů.

### Dilithium Collector
Jejich jedinou funkcí je těžba dilithia z měsíců a jeho přeprava do zpracovatelských stanic. Jsou vybaveny výkonnými těžebními transportními paprsky.